# Tramwaje w Bejrucie
Tramwaje w Bejrucie − zlikwidowany system komunikacji tramwajowej w Bejrucie, stolicy Libanu.

## Historia
Tramwaje w Bejrucie uruchomiono 19 kwietnia 1908. W ciągu kolejnych lat sieć tramwajową rozbudowywano i w 1931 było 12 km tras tramwajowych obsługiwanych przez 75 wagonów. Sieć tramwajową zlikwidowano we wrześniu 1965.